# Linea Keihan Uji
La  Linea Keihan Uji (京阪宇治線?, Keihan Uji-sen) è una breve diramazione urbana della linea principale Keihan delle Ferrovie Keihan situata nel nord della prefettura di Osaka. La ferrovia collega la città di Uji con la stazione di Chūshojima, a Kyoto. Sulla linea sono disponibili solo servizi locali, fermanti a tutte le stazioni.

## Stazioni
| Stazione             | Giapponese | Distanza tra le stazioni | Distanza totale | Collegamenti            | Posizione        |
| -------------------- | ---------- | ------------------------ | --------------- | ----------------------- | ---------------- |
| Chūshojima           | 中書島     | 0.0                      | 0.0             | Linea principale Keihan | Fushimi-ku Kyoto |
| Kangetsukyō          | 観月橋     | 1.0                      | 1.0             |                         | Fushimi-ku Kyoto |
| Momoyama-minamiguchi | 桃山南口   | 0.7                      | 1.7             |                         | Fushimi-ku Kyoto |
| Rokujizō             | 六地蔵     | 0.8                      | 2.5             | Linea Nara Linea Tōzai  | Fushimi-ku Kyoto |
| Kowata               | 木幡       | 0.9                      | 3.4             |                         | Uji              |
| Ōbaku                | 黄檗       | 1.0                      | 4.4             | Linea Nara              | Uji              |
| Mimurodo             | 三室戸     | 1.7                      | 6.1             |                         | Uji              |
| Uji                  | 宇治       | 0.8                      | 6.9             |                         | Uji              |